# ابوطاهر جنابی
ابوطاهر سلیمانِ گناوه‌ای (به عربی: ابو طاهر سلیمان الجنّابي) جنگ سالار ایرانی حاکم دولت قرمطی در بحرین (عربستان شرقی) بود که در سال ۹۳۰ غارت مکه را رهبری کرد.
ابو طاهر پسر کوچک‌تر ابوسعید جنابی، بنیانگذار دولت قرمطیان، پس از برکناری برادر بزرگترش ابوالقاسم سعید، در سال ۹۲۳ به رهبری دولت رسید. او بلافاصله مرحله توسعه‌طلبی را آغاز کرد و در آن سال به بصره حمله کرد. او در سال ۹۲۷ به کوفه یورش برد و در این فرایند لشکر عباسی را شکست داد و در سال ۹۲۸ بغداد پایتخت عباسیان را تهدید کرد، پیش از این‌که عراق را فتح کند، زیرا نتوانست وارد شهر شود.
در سال ۹۳۰، او بزرگ‌ترین حمله قرمطیان را رهبری کرد که به مکه حمله کرد و پس از شکست دادن لشکر محمد بن اسماعیل آنجا را فتح کرد و مقدس‌ترین اماکن اسلام را هتک حرمت کرد. لشکر قرمطی هنگامی که وارد دیوارهای شهر شدند، شروع به قتل‌عام زائران کردند و در حین انجام این کار با آیه‌های قرآن به آن‌ها طعنه زدند. جسدهای زائران در کوچه و خیابان رها شد تا پوسیده شود. خواجه نظام الملک در کتاب سیاست‌نامه نقل می‌کند هنگامی که جنابی به احسا بازآمد هر کجا مصحف ها بود از قرآن و انجیل و تورات و زبور به صحرا افکند و گفت :در دنیا مردمان را سه کس تباه کردند شبانی(موسی)، و طبیبی(عیسی) ،و شتربانی(محمد) و غیظ من از شتربان بیشتر است که از دیگران که ایشان مشعبد و سبک دست و محتال بودند.

## آغاز زندگی
ابوسعید بن بهرام جنابی، پدر ابوطاهر، از رهبران قبیله‌ای بود که آغازگر نظامی کردن قرمطیان بود. ابوسعید در حدود سال ۸۹۰ پس از آموزگار ش، حمدان قرمط، اهل کوفه، که فرقه قرمطیه از نام او گرفته شده است، تبلیغ علیه اسلام سنی را آغاز کرد.
ابوسعید پیش از این‌که هواداران زیادی را جمع کند شروع به چپاول کاروان‌ها، بازرگانان و زائران در مسیر مکه کرد. قرمطیان به زودی لشکری را بسیج کردند و برای محاصره بصره حرکت کردند. ولی والی بصره از مقدمات آن‌ها آگاه شد و خلیفه عباسی، المکتفی را در بغداد آگاه کرد. خلیفه سردار عباس بن عمر را برای نجات بصره فرستاد، ولی عباس شکست خورد و افرادش اعدام شدند و محاصره قرمطیان در تصرف شهر موفق شد.

## به قدرت رسیدن

نقشه شرق و مرکز عربستان در سدهٔ ۹ تا ۱۰

بیشتر منابع عربی هم‌رای‌اند، که ابوسعید پسر ارشدش، ابوالقاسم سعید، را به عنوان وارث خود منصوب کرد و ابوطاهر بر او شورید و قدرت او را غصب کرد. از سوی دیگر، روایت دیگری از جدلی کوفیان ضد اسماعیلی، ابوعبدالله محمد بن علی بن رزام الطایی، نقل می‌کند که ابوسعید همواره قصد داشته که ابوطاهر جانشین او شود و ساع را نامیده است. شناسه تنها به عنوان نایب‌السلطنه بر اساس این دیدگاه، سعید در سال ۹۱۷/۹۱۸ قدرت را به برادر کوچک‌تر خود (که در آن زمان به سختی ده سال داشت) سپرد. این گزارش با داستان ابن حوقل همراه است که ابوسعید به دیگر پسرانش دستور داده است که از کوچک‌ترین پیروی کنند. در واقع، این احتمال وجود دارد که قدرت اسمی در میان همه پسران ابوسعید سرمایه‌گذاری شده باشد و ابوطاهر در میان آنها غالب باشد. وقایع واقعی هر چه بود، ابوالقاسم اعدام نشد، بلکه تا زمان مرگش در سال ۹۷۲ زنده بود.

## آغاز پادشاهی
خلیفه مقتدر به زودی پس از جانشینی المکتفی، بصره را بازپس گرفت و دستور استحکام دوبارهٔ شهر را صادر کرد. ابوطاهر بار دیگر شهر را با موفقیت محاصره کرد و سپاه عباسی را شکست داد. قرمطیان پس از تصرف بصره به چپاول آن پرداختند و سپس عقب‌نشینی کردند. ابوطاهر دوباره برگشت و آن را به کلی ویران کرد و مسجد جامع را ویران کرد و بازار را به خاکستر تبدیل کرد. او در این مدت با موفقیت بر بحرین حکومت کرد و با حاکمان داخلی و خارجی تا شمال آفریقا مکاتبه کرد، ولی با موفقیت به مبارزه با حمله‌های ایرانیانی که با خلیفه در بغداد هم‌پیمان بودند، ادامه داد.

## سرزمین‌گشایی‌ها
تنها چهار روز پس از برکناری ابن الفرات، در تاریخ ۱۱ اوت ۹۲۳، حدود ۱۷۰۰ قرمطی تحت فرماندهی ابوطاهر در شب به بصره حمله کردند. آن‌ها از نردبان‌ها برای بالا رفتن از دیوارها استفاده کردند، نگهبانان دروازه را شکستند و دروازه‌ها را با شن و سنگ مسدود کردند تا در داخل محبوس نشوند. فرماندار محلی، سبوک المفلیحی، با تصور اینکه این یک حمله بدوی است، بدون احتیاط با مردانش برای مقابله با مهاجمان خارج شد و کشته شد. پس از مرگ او، خانواده‌اش به بردگی درآمدند. بصره‌ای‌ها مقاومت کردند، اما بدون حمایت نظامی شکست خوردند و به طور دسته‌جمعی توسط قرمطی‌ها کشته شدند. قرمطی‌ها سربازان عباسی را قتل‌عام کردند و به مدت ۱۷ روز بدون مزاحمت به غارت شهر پرداختند و غنائم زیادی را به همراه بسیاری از اسیران، به عنوان برده به همراه بردند.
تنها پس از خروج آن‌ها از شهر بود که نیروهای عباسی به محل رسیدند. این موضوع به یک الگوی رایج در واکنش نظامی عباسی‌ها به حملات قرمطی‌ها تبدیل شد: گروه‌های حمله‌کننده قرمطی کوچک بودند، اما بسیار متحرک، که همین شکست آن  ها را بسیار مشکل می‌ساخت.
ابوطاهر شروع به یورش مکرر به حجاج کرد و تا منطقه حجاز رسید. در یکی از لشکرکشی های خود در سال ٩٢۴ موفق شد سردار عباسی ابوالحیجه بن حمدون را دستگیر کند. در سال ۹۲۶ لشکر خود را به عمق عراق عباسی هدایت کرد و تا شمال کوفه رسید و عباسیان را وادار کرد که مبالغ هنگفتی را برای او بپردازند تا با آرامش شهر را ترک کند. در راه بازگشت به خانه، حومه کوفه را ویران کرد. ابوطاهر در بازگشت نه تنها برای خود بلکه برای هم‌نوعانش در شهر احساء شروع به ساختن قصر کرد و این شهر را پایتخت همیشگی خود اعلام کرد. در سال ۹۲۸ خلیفه مقتدر به اندازهٔ کافی اعتماد به نفس داشت تا یک بار دیگر با ابوطاهر مقابله کند و سرداران خود یوسف بن ابی الساج از آذربایجان، معنس المظفر و هارون را فراخواند. پس از یک نبرد سنگین، همه شکست خوردند و به بغداد رانده شدند. ابوطاهر به عنوان آخرین هشدار به عباسیان، استان جزیره را ویران کرد و به احساء بازگشت. قرمطیان دو سال بعد به مدینه نیز حمله کرده و آنجا را غارت کردند.
ابوطاهر گمان می‌کرد که مهدی را یک اسیر جوان ایرانی اصفهانی به نام ابوالفضل اصفهانی می‌دانست که مدعی بود از نوادگان پادشاهان ایرانی ساسانی است. اصفهانی از حمله قرمطیان به عراق در سال ۹۲۸ به بحرین بازگردانده شد. در سال ۹۳۱، ابوطاهر حکومت را به این خلیفه مهدی سپرد که گفته می‌شود در واقع احیاگر زرتشتی با احساسات ضد عرب است. او حرمت آتش را دوباره برقرار کرد و در یک حکومت هشتاد روزه به سوزاندن کتاب‌های دینی پرداخت. همچنین گمان می‌رود اصفهانی به عنوان کاهن اعظم زرتشتیان، با ارتدوکس تثبیت شده زرتشتی ارتباط داشته باشد، اسفندیار آدرآباد پس از متهم شدن به همدستی با ابوطاهر به دست خلیفه عباسی اعدام شد. اوج سلطنت او با اعدام اعضای خانواده‌های سرشناس بحرین از جمله اعضای خانواده ابوطاهر به پایان رسید. مادر ابوطاهر برای خلاصی از شر ابوالفضل توطئه کرد. او مرگ خود را جعل کرد و رسولی فرستاد تا مهدی را بخواند تا او را زنده کند. هنگامی که او نپذیرفت، به عنوان یک انسان عادی آشکار شد و برادر ابوطاهر، سعید، ابوالفضل را پس از آن که مهدی تنها هشتاد روز سلطنت کرد، کشت. گزارش‌های دیگر می‌گویند که ابوطاهر از ترس جان خود اعلام کرد که اشتباه کرده‌است و اصفهانی را به عنوان مهدی دروغین محکوم کرد. ابوطاهر با طلب بخشش از دیگر بزرگان، او را اعدام کرد.

## غارت مکه

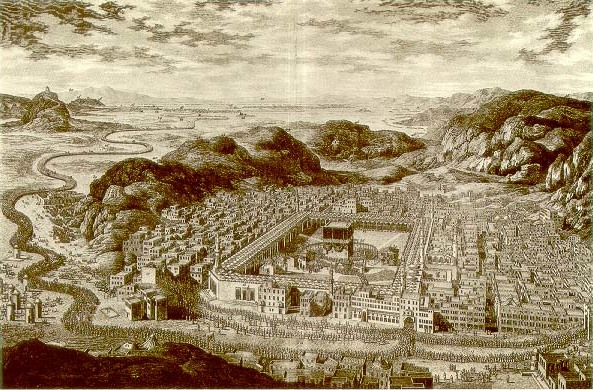
ابوطاهر پس از ورود به مقدس‌ترین مکان اسلام را هتک حرمت کرد (مکه در حدود ۱۷۷۸)

پیش از حکومت ابوطاهر، قرمطیان حمله‌های متعددی را در طول مسیرهای زیارتی که از عربستان گذر می‌کردند، انجام داده بودند. در سال ۹۰۶ قرمطیان به کاروان زائرانی که از مکه بازمی‌گشتند کمین کردند و ۲۰٬۰۰۰ زائر را قتل‌عام کردند. در حج سال ۹۳۰ میلادی، ابوطاهر هنگام غارت مکه و هتک حرمت مقدس‌ترین اماکن اسلام، بدنام‌ترین حمله قرمطیان را رهبری کرد. او که در آغاز نتوانست وارد شهر شود، حق همه مسلمانان را برای ورود به شهر خواست و سوگند یاد کرد که با آرامش به آنجا آمده است. سپاه قرمطیان به محض ورود به حصار شهر دست به کشتار حجاج زدند و سوار بر اسب‌های خود به مسجدالحرام رفتند و نمازگزاران را هجوم آوردند و کعبه را آتش زدند و آن را به خون حجاج مرده آغشته کردند. قرمطیان اشیای گرانبهای کعبه را ربودند. به فرمان وی، در کعبه را کندند؛ پوشش کعبه را برداشته، میان اصحاب خود قطعه قطعه نمودند؛ قبه روی چاه زمزم را ویران کردند  «درة الیتیم» را که ۱۴ مثقال طلا بود و نیز ۱۷ قندیل نقره‌ای و سه محراب نقره‌ای را که از قامت انسان کوتاه تر بود و بالای کعبه نهاده بودند، به تاراج بردند.در کشتار حاجیان، چندین تن از محدثان نیز در حال طواف کشته شدند.ابوطاهر هنگام کشتن زائران با آیه‌های قرآن و بیت های شعر به آن‌ها طعنه می‌زد و می‌گفت: «من از خدا و خدا از من است، او شما را می آفریند و من شما را نابود میکنم».
[[خشونت و تندی قرمطیان، ابوطاهر امر کرد تا سنگ مقدّس حجرالاسود را از جای برکنند؛ پس مردی از یاران وی پیش آمد و با گرزش ضربه‌ای به این سنگ زده و در همان حال چنین ندا داد که: اَینَ طیراً ابابیل اَینَ سجاره من سجیل «طیراً ابابیل کجاست؟! حجّارة من سجیل کجاست؟!». قرمطیان سپس سنگ یادشده را به همراه انبوه غنائم به‌دست آمده با خود به احساء بردند]]
حمله به مکه نماد گسست قرمطیان از جهان اسلام بود. باور بر این بود که هدف از این کار، تجلی بازگشت منجی بوده است که چرخه نهایی جهان را به وجود می‌آورد و دوران اسلام را به پایان می‌رساند.

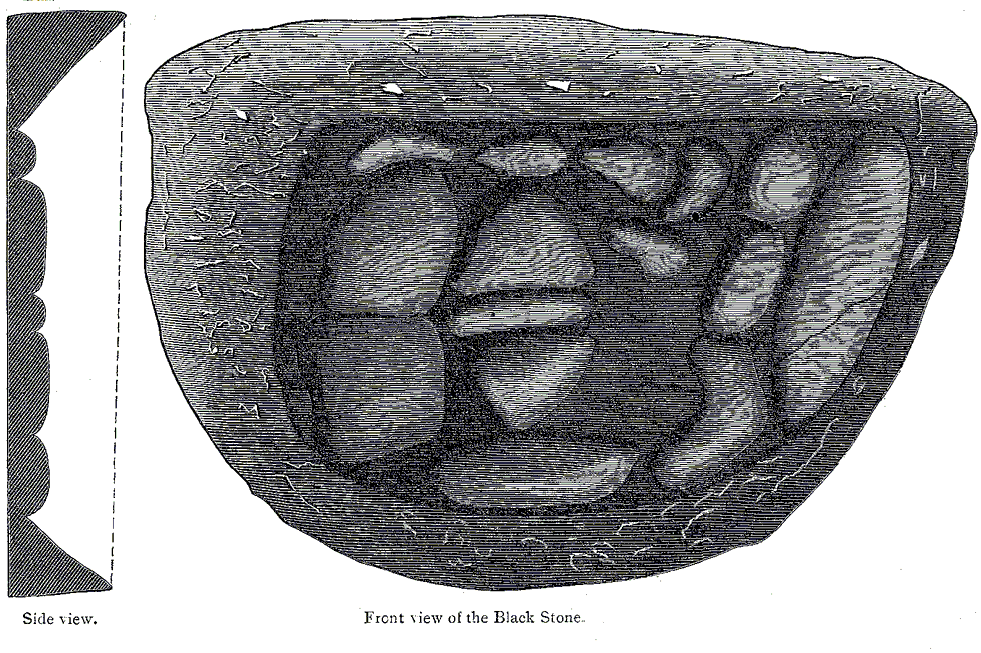
حجرالاسود تکه‌تکه شده همان‌طور که در دهه ۱۸۵۰ ظاهر شد، تصاویر جلو و کنار

قرمطیان چاه زمزم را با جسد‌های زائران آلوده کردند و حجرالاسود را دزدیدند و به واحه‌ای در عربستان شرقی موسوم به الاحصاء بردند و در آنجا باقی ماند تا این‌که عباسیان در سال ۹۵۲ میلادی آن را باج دادند. به گفته مورخ الجوینی، این سنگ ۲۲ سال پس از آن در سال ۹۵۱ در شرایطی مرموز بازگردانده شد. آن را که در گونی پیچیده بودند، به درون مسجد اعظم کوفه در عراق انداختند و همراه با آن یادداشتی نوشتند: «به فرمان آن را گرفتیم و به فرمان آن را بازگرداندیم». دزدی و برداشتن حجرالاسود باعث شد تا آن به هفت تکه شود. شکل و ساختار اصلی کعبه از آن زمان تاکنون تغییر نکرده است.
غارت مکه در پی شور و هیجان هزار ساله قرمطیان بر سر اتصال زحل و مشتری در سال ۹۲۸ صورت گرفت. بحرین مقر مهدی خلیفه قرمتی از اصفهان شد که شریعت را لغو کرد. مهدی جدید نیز قبله نماز را از مکه به قبله آتش تغییر داد که این عمل مخصوصاً زرتشتی بود. برخی از پژوهشگران بر این باورند که «ممکن است در آغاز اصلاً اسماعیلی نبوده باشند و رفتار و آداب و رسوم آنان این باور را پذیرفته است که آنان نه تنها بدعت‌گذار بلکه از دشمنان سرسخت اسلام بوده‌اند».

## سال‌های پایانی و مرگ
ابوطاهر زمام دولت قرمطیان را از سر گرفت و دوباره حمله‌های خود را به زائرانی که از عربستان گذر می‌کردند آغاز کرد. تلاش عباسیان و فاطمیان برای ترغیب او به بازگرداندن حجرالاسود رد شد.
وی در سال ۹۴۴ در حدود ۳۸ سالگی بر اثر بیماری آبله درگذشت. سه پسر و برادرزاده‌اش جانشین او شدند.